# Viva (álbum de La Düsseldorf)
Viva es el segundo y más exitoso álbum del grupo musical La Düsseldorf liderado por Klaus Dinger. El LP incluye la canción "Rheinita", la cual fue su sencillo más famoso, y "Cha Cha 2000", una de las canciones más representativas de los movimientos musicales del krautrock y del space rock.
Diferentes ediciones de los temas "Rheinita" y "Viva" fueron lanzados como singles; el correspondiente a "Viva" termina en fadeout y tiene una duración ligeramente mayor que en la del LP, dónde el susodicho tema se mezcla con el comienzo del siguiente ("White Overalls"). "Vögel" (pájaro en alemán) es un minuto y medio de sonidos de pájaros.

## Lista de canciones
Todas las canciones fueron compuestas por Klaus Dinger.
1. Viva - 2:36
2. White Overalls - 2:07
3. Rheinita - 7:41
4. Vögel - 1:27
5. Geld - 6:35
6. Cha Cha 2000 - 19:53

## Personal
- Thomas Dinger - Voz, percusión
- Hans Lampe - Batería, percusión
- Andreas Schell - Piano en "Cha Cha 2000"
- Klaus Dinger - Voz, percusión, guitarras
- Nikolas van Rhijn (pseudónimo de Klaus Dinger) - Teclados y sintetizadores
- Harald Konietzko - Bajo en "Geld" y en "Cha Cha 2000"